# Púrpura de Tiro

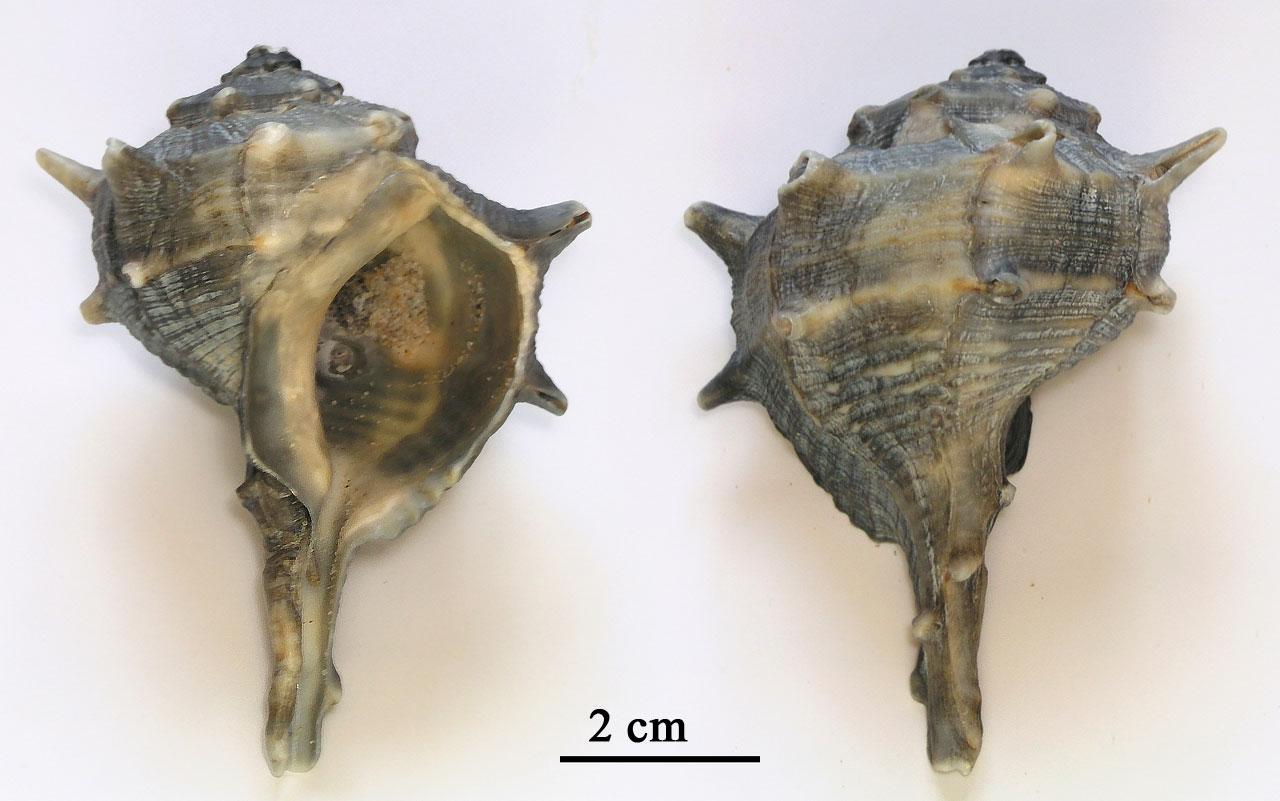
Conchas de Bolinus brandaris

Estructura química del 6,6′-dibromoíndigo, principal componente de la púrpura de Tiro.

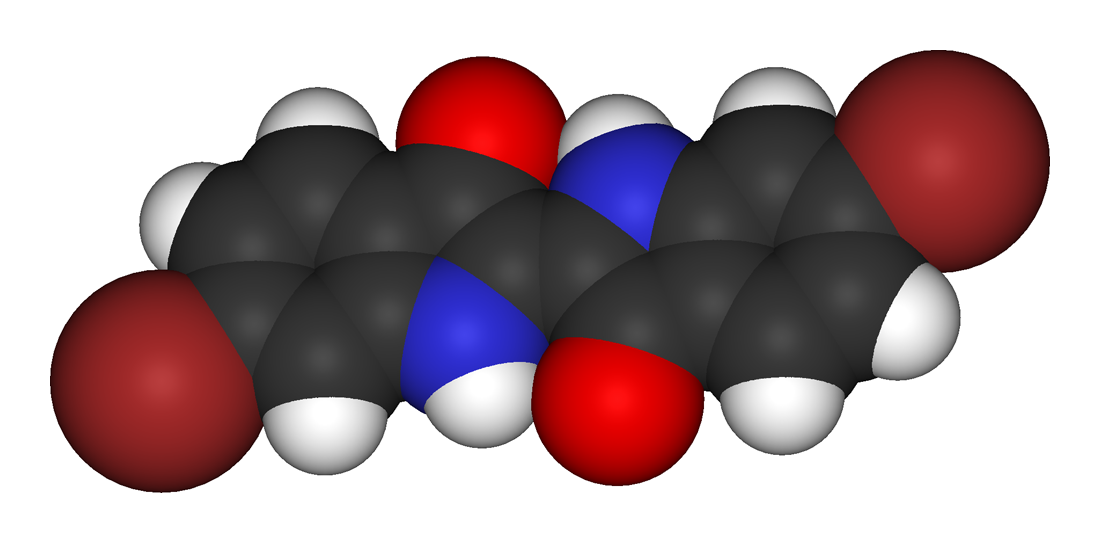
Modelo tridimensional del 6,6′-dibromoíndigo.

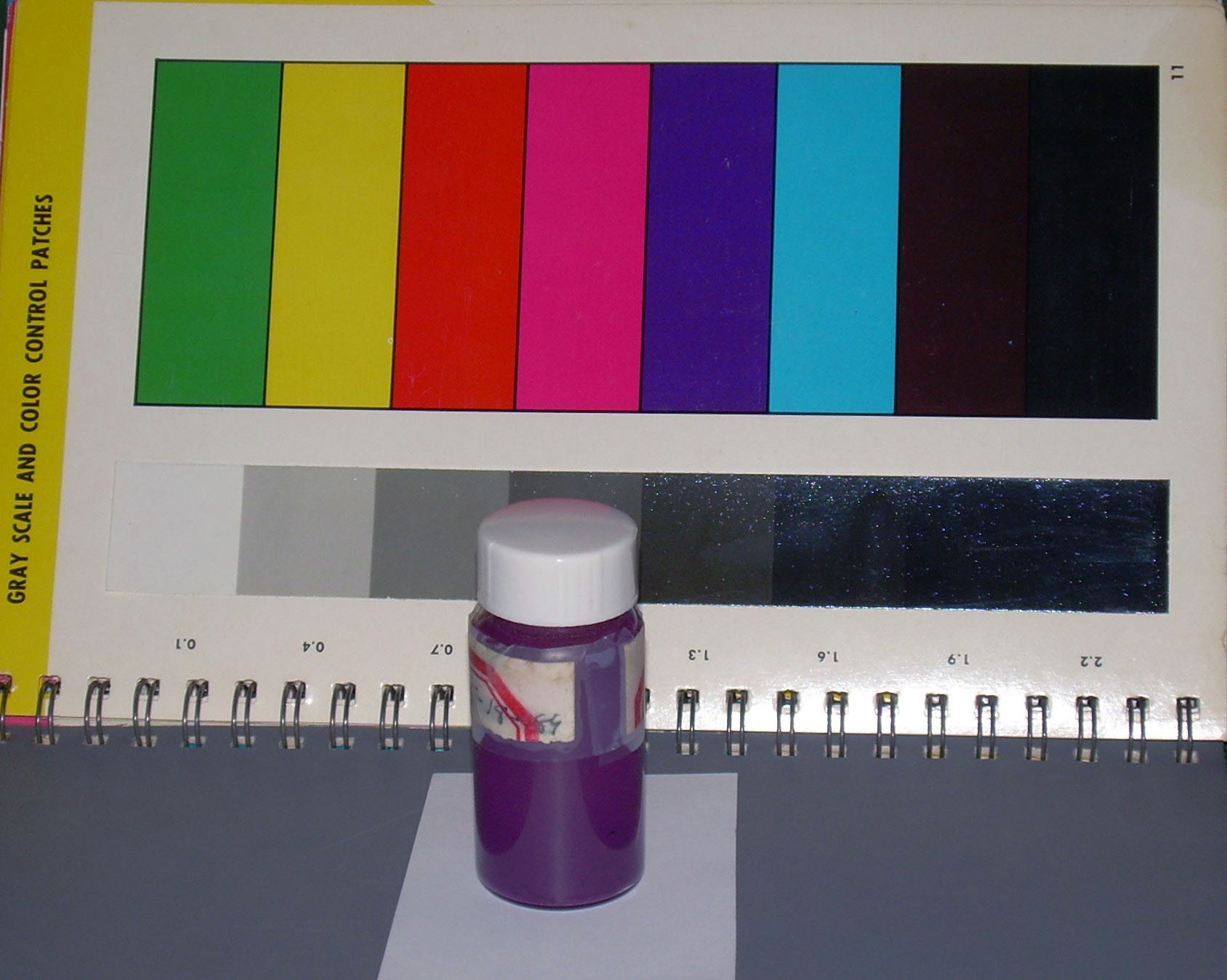
Frasco con 6,6'-dibromoíndigo, el principal componente del púrpura de Tiro

La púrpura de Tiro (griego: πορφύρα, porphyra, latín: purpura), también conocida como púrpura real o púrpura imperial, es un colorante o tinte de color púrpura, cuyo tono puede variar entre un rojo púrpureo y el morado, que fue usado por los antiguos fenicios en la ciudad de Tiro. Se cree que ya se utilizaba en Creta hacia el año 1600 a. C. 
El tinte consiste en una mucosidad o secreción de la glándula hipobranquial de un caracol de mar carnívoro de tamaño medio, el gastrópodo marino Bolinus brandaris, una especie de la subfamilia Muricinae.
En la naturaleza los caracoles usan la secreción como parte de su comportamiento depredador, pero el caracol también segrega esta sustancia cuando se siente amenazado o es atacado físicamente. Algunas otras especies de la subfamilia Rapaninae, por ejemplo, Plicopurpura patula del Atlántico tropical occidental, y P. pansa de la costa pacífica de Suramérica tropical también pueden producir una sustancia similar que se convierte en un duradero tinte púrpura si se expone a la luz del sol.
Los fenicios también hacían un tinte entre púrpura e índigo, llamado azul real o azul de Jacinto, el cual era fabricado a partir de una especie muy parecida de caracol de mar, llamada Hexaplex trunculus,  .
La púrpura de Tiro era muy costosa: el historiador Teopompo del siglo IV a. C. describió: «La púrpura para los tintes valía su peso en plata en Colofón» en Asia Menor. Para producir un gramo de púrpura se necesitaban 9000 moluscos aproximadamente, por lo que su uso se limitaba únicamente a los artículos de lujo.

## Visión general
El tinte, muy resistente a la decoloración, era un artículo comercial de lujo, muy preciado por los romanos, quienes lo usaban para teñir túnicas ceremoniales. Se piensa que la intensidad del tinte púrpura aumentaba, en lugar de disminuir, con el paso del tiempo.
Datos arqueológicos de Tiro indican que los caracoles se almacenaban en grandes tinajas para que se descompusieran. Esto producía un hedor insoportable, el cual de hecho era mencionado por los antiguos autores. Se conoce poco acerca de los siguientes pasos del proceso, y el método antiguo para la producción en masa de los dos tintes múrex aún no ha sido reconstruido exitosamente; se cree que este color de un tono "sangre coagulada negruzca", el cual era más preciado que cualquier otro, se conseguía bañando dos veces las prendas, una vez en el colorante índigo de Hexaplex trunculus y otra en el tinte rojo-púrpura de Bolinus brandaris.
El lexicógrafo griego Julio Pólux, que vivió en el siglo II a. C., afirmaba que el tinte púrpura fue descubierto por Heracles, o mejor dicho, por su perro, cuya boca se tiñó de púrpura al masticar caracoles a lo largo de la costa del Levante. Recientemente el descubrimiento arqueológico de un número considerable de conchas de Murex en Creta sugiere que los minoicos pudieron haber sido los pioneros en la extracción del púrpura imperial siglos antes que los tirios. Dataciones realizadas a partir de objetos de cerámica sugieren que el tinte pudo haber sido producido durante el periodo Minoico Medio entre los siglos XX y XVIII a. C.
En la Biblia se distingue claramente entre dos colores distintos de este tinte:

Los que tenían púrpura violeta y escarlata y carmesí, lino fino, pelo de cabra, pieles de carnero teñidas de rojo y cueros finos, lo traían también. (Ex. 35.23)

Mándame, pues, un hombre hábil en trabajar el oro, la plata, el bronce, el hierro, la púrpura escarlata, el carmesí y la púrpura violeta, y que sepa grabar; estará con los artesanos que tengo conmigo en Judá y en Jerusalén, y que mi padre David ya puso a mi disposición. (2Cr 2,6)

Salomón hizo además el cortinaje de púrpura violeta, púrpura escarlata, carmesí y lino fino, y en ella hizo bordar querubines. (2Cr 3,14)

Entonces Judas regresó para saquear el campamento; juntaron muchas monedas de oro y plata, telas de púrpura violeta y de púrpura roja y muchas otras riquezas. (1Mac 4,23)

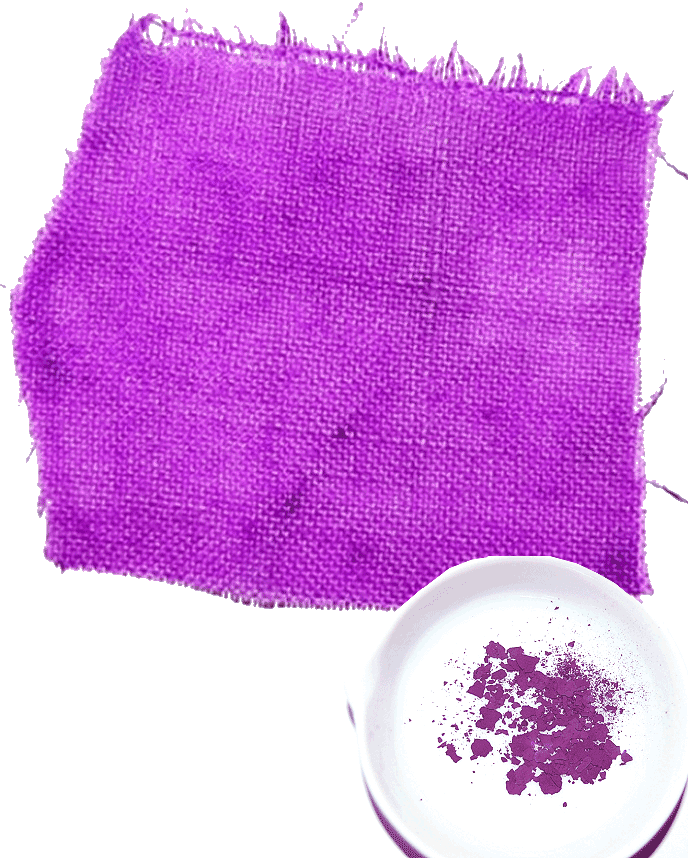
Colorante dibromoíndigo, componente del púrpura de caracol

Y efectivamente, en la Iglesia católica los cardenales, los "purpurados", van vestidos de color escarlata, rojo, color que, a menudo, no se tiene demasiado en cuenta al tratar de este tinte, puesto que por influjo del inglés, se considera el color púrpura solo como violeta.
El principal componente químico del colorante tirio fue descubierto en 1909 por Paul Friedländer, siendo el 6,6′-dibromoíndigo, una sustancia que había sido sintetizada previamente en 1903. No obstante, esta nunca ha sido sintetizada comercialmente.

## Producción moderna
El verdadero color del púrpura de Tiro, al igual que la mayoría de los pigmentos de alta coloración, no puede ser mostrado acertadamente en una visualización de computadora, pero estas muestras dan una idea del rango probable dentro del que se encontraba:
_________

_________
Este es el color sRGB #990024. Es una representación del código de color 66A de la RHS, que ha sido equiparado con el "rojo de Tiro", un término frecuentemente usado como sinónimo de "púrpura de Tiro".
La muestra de la derecha es equiparable a la coloración del pigmento púrpura dibromoíndigo.

### Ejemplos del púrpura de Tiro
| Nombre                     | Muestra | Cod. Hex. | RGB | RGB | RGB | HSV  | HSV  | HSV |
| -------------------------- | ------- | --------- | --- | --- | --- | ---- | ---- | --- |
| Púrpura de Tiro            |         | #360029   | 54  | 0   | 41  | 314° | 100% | 21% |
| Púrpura de Tiro aclarado   |         | #4E0041   | 78  | 0   | 65  | 310° | 100% | 31% |
| Púrpura de Tiro (internet) |         | #66023C   | 102 | 2   | 60  | 325° | 98%  | 40% |
| Púrpura de Tiro (acuarela) |         | #7B236D   | 123 | 35  | 109 | 310° | 72%  | 48% |
| Púrpura de Tiro (RHS)      |         | #B80049   | 184 | 0   | 73  | 336° | 100% | 72% |